# Cabecita
Cabecita é uma telenovela argentina produzida e exibida pela Telefe entre 1 de dezembro de 1999 e 1 de setembro de 2000.

## Sinopse
Lucia vive na sua aldeia com grande preocupação. Mario, seu pai, tem enfrentado com "padrões" do povo. Mariano Nuñez Zamora gere os destinos de todos, a partir de seus escritórios em Buenos Aires. E todas as pessoas aceitam essas condições, sem hesitação e com a cabeça baixa. Todos, mas o pai de Lúcia. Tão jovem com medo. Esse medo transmite para Chelo, seu namorado, que lhe disse para não se deixar levar por fantasmas.
Um evento de repente mudou a vida de Lucia. Ele decide viver na capital. Assim Lucia chega em Buenos Aires em busca de sua tia Coca. Lucia chega em Buenos Aires, mas sua tia Coca é "Star". E Star trabalha como prostituta, chuleada por um bandido chamado Morán. Esteban coexiste com o desejo de vingar a morte de seu pai. E para conseguir sua vingança, ele decide jogar, embarcando em uma aventura que vai forçá-lo a viver uma mentira. Esteban encontra Lucy e começar a sentir-se atraído para a menina.
Lucy viver na pensão. A pensão ea mansão são dois núcleos fundamentais no desenvolvimento dramático da história. Mas há um terceiro que, além de combinar os fios de drama, comédia intercalada situações: o posto de gasolina. Eles trabalham lá: tucano, responsável, Yoli, Ricky, Salomé e Lucy. Todos eles vivem na pensão e da estação de serviço será a extensão de suas tristezas e alegrias. Há também habitué Esteban e seu amigo Joaco.
A estação de café é um local de encontro regular. Quase todos os personagens, ricos e pobres, desfilando pela. O clima será um protagonista especial, embora ele também abalado por angústia e desacordos emocionais. Aqui estão os amigos dos protagonistas. Então, aqui estão também as "orelhas" que servirão para cortes.
De renda Lucy como um empregado da estação de serviço, Esteban e ela começa a ver diariamente. E Lucy não pode ajudar, mas o amor ir instalada em seu coração. Esteban bater sua própria luta entre o amor eo ódio. Seu pai cometeu suicídio anos antes, as ruínas descobertas. O culpado desta ruína foi Mariano Núñez Zamora. E Esteban só poupa espero interior: para vingar-se do homem. Obcecado com esse tempo. Assim Esteban não só entra na empresa Mariano, mas também "infiltrado" a família pela filha namorado de Mariano, Barbara. Ele está apaixonado por Lúcia, mas Barbara ainda um jogo que você mais perto de seu objetivo: vingança.
Lucia vai descobrir esta relação e este marcará sua vida. A história será executado na pensão, na estação de serviço, onde Lucia funciona eo grande casa de Mariano. O clima vai estar presente constantemente em torno de Lucia, a mão dos personagens que o cercam na placa e no local de trabalho. Lucia, constantemente discriminados por aqueles que consideram uma "cabeça" sofrem a devastação de seus inimigos. Porque a menina tem inimigos e muito perigoso. Sem querer, Lucia não só recebe nas vidas de Nuñez Zamora, mas faz cambalear o império econômico que é a razão de vida para Mariano.

## Elenco
- Agustina Cherri - Lucía Escobar
- Alejo Ortiz - Esteban Zuluaga
- María Rosa Gallo - Sofía
- Norberto Díaz - Mariano
- Patricia Viggiano - Nora
- Stella Maris Closas - Lidia
- Antonio Grimau - Aníbal Maldonado
- Jessica Schultz - Estrella / Coca
- Noemí Frenkel - Ana María
- Andrés Vicente - Tucán
- Mirta Wons - China
- Roly Serrano - Fito
- Dolores Fonzi - María
- Agustina Lecouna - Ricky
- Adrián Yospe - Chelo
- Celeste Pisapía - Salomé
- Nicole Neumann - Bárbara
- Mariano Bertolini - Federico
- Raquel Casal - Dorotea
- Jorge Schubert - Marcelo
- Valeria Lorca - Corina
- Veronica Vieyra - Yoli
- Natalia Oreiro - Milagros 'La cholito'